# Parque Estadual Igarapés do Juruena
O Parque Estadual Igarapés do Juruena é um parque estadual do estado de Mato Grosso, Brasil.

## Localização
O Parque Estadual Igarapés do Juruena está dividido entre os municípios de Colniza (44,06%) e Cotriguaçu (55,94%) no estado de Mato Grosso. Possui uma área de 227 817 hectares, estando limitado ao norte pela divisa com o Estado do Amazonas e pelo Parque Estadual do Sucunduri, Floresta Estadual do Sucunduri e Reserva de Desenvolvimento Sustentável de Aripuanã no Amazonas. O rio Aripuanã define o limite oeste e o rio Juruena define o limite leste junto com o Parque Nacional do Juruena. O Parque Estadual dos Igarapés do Juruena se sobrepõe em quase 53% a este último parque.

## Ambiente
O Parque Estadual Igarapés do Juruena está no bioma Amazônia. A vegetação é cerca de 45% de floresta tropical densa e mais de 18% de contato entre savana e floresta sazonal.

## História
O Parque Estadual dos Igarapés do Juruena foi criado pelo decreto 5.438, de 12 de novembro de 2002. O conselho consultivo foi criado em 13 de Fevereiro de 2007 e o plano de gestão foi aprovado em 13 de Fevereiro de 2009. Os membros do conselho consultivo foram definidos em 17 de dezembro de 2014  A unidade de conservação é apoiada pelo Programa Áreas Protegidas da Região Amazônica.
Em 2014, o governo federal estudava uma proposta para declarar o Parque Nacional do Juruena como área de utilidade pública em preparação para a construção de duas hidrelétricas no local, a São Simão Alto e Salto Augusto Baixo. As barragens planejadas tinham capacidade prevista de 4 940 PM. O Conselho Nacional de Política Energética (CNPE) tinha dois assentos para membros da sociedade civil, mas estes não foram preenchidos. O WWF-Brasil liderou uma campanha contra o projeto de energia, que inundaria uma área de mais de quarenta mil hectares. Em setembro de 2014, o governo federal retirou a proposta. As barragens teriam inundado partes do Parque Nacional do Juruena, do Parque Estadual dos Igarapés do Juruena e das Terras Indígenas Escondido e Apiaká do Pontal, no Mato Grosso, e teriam afetado parte do Parque Estadual do Sucunduri, no Amazonas, e outras terras indígenas, caso construídas.